# Аврии
Авриите (gens Auria) произлизат от Ларинум в провинция Кампобасо, регион Молизе в Южна Италия.
Цицерон ги споменава в oration, Pro Cluentio. 
Свързани са с фамилията с когномен Мелин (Melinus).

## Членове от фамилията
- Марк Аврий, участва в Битката при Аскулум през 89 пр.н.е.[2]
- Нумерий Аврий, брат на Марк[3]
- Аврия, съпруга на Гай Албий Опианик[4]
- Авъл Аврий Мелин, [5]
- Гай Аврий A. f.,[6]
- Аврия A. f., снаха на Опианик,[7]